# Viacom (2005–2019)
Viacom (/ˈvaɪəkɒm/ VY-ə-kom ou /ˈviːəkɒm/ VEE-ə-kom; uma abreviação de Video & Audio Communications) foi um conglomerado de mídia estadunidense com operações televisivas e cinematográficas ao redor do mundo, sendo o quarto maior conglomerado dentro da segunda maior indústria do entretenimento no mundo. O grupo foi fundado em 2005, após a divisão da primeira Viacom em duas empresas: a CBS Corporation e a nova Viacom.
A Viacom, como empresa de entretenimento, tinha como principais unidades a Viacom Media Networks, a Viacom International Media Networks e a Paramount Pictures.
Em 5 de dezembro de 2019, a Viacom se fundiu novamente com a CBS Corporation para formar a ViacomCBS, atualmente Paramount Global.

## Subsidiárias
- Viacom Media Networks
  - Viacom International Media Networks The Americas
  - Viacom International Media Networks Europe
    - MTV
    - Nickelodeon
    - BET
    - Comedy Central
    - VH1
    - VH1 MegaHits
    - Spike
- Paramount Pictures
- Porta dos Fundos
- SBS Viacom, LLC (50%)

## História

### Início
Em março de 2005, a Viacom anunciou planos de dividir-se em duas empresa de capital aberto. A empresa não só lidou com uma estagnação do preço das ações, mas também a rivalidade entre Leslie Moonves e Tom Freston, chefes da CBS e da MTV Networks.
Após a saída de Mel Karmazin, em 2004, Redstone, virou presidente e CEO, e decidiu dividir as funções de Presidente e CEO entre Moonves e Freston.
A cisão foi aprovada pelo conselho de administração da Video and Audio Communications em 14 de junho de 2005, e efetivamente desfez a fusão Viacom/CBS de 1999. A Viacom original mudou seu nome para a CBS Corporation. Esta incluiu a CBS, UPN (atual The CW), Infinity Broadcasting (atual CBS Radio) , Simon & Schuster, Viacom Outdoor, Showtime, a CBS Records, Paramount Television e maior parte da produção televisiva. Uma nova empresa, a Viacom, também foi separada e inicialmente dirigida por Freston. A nova Viacom compreendia a MTV Networks, BET Networks, e o estúdio Paramount Pictures. Essas unidades são classificadas como empresas de alto crescimento, particularmente MTV e BET Networks, e foram divididas em uma empresa separada, que poderia infundir novo capital para permitir futuras aquisições e expansão.
Em junho de 2005, a Viacom anunciou a compra de Neopets, um site de animais de estimação virtuais. Em dezembro daquele ano, a Paramount anunciou que iria comprar a DreamWorks.

### 2006
Em 1 de fevereiro de 2006, a Paramount concluiu a sua tão esperada aquisição da DreamWorks. Em 24 de abril, a Viacom comprou Xfire. Em agosto, apenas horas antes de anunciar sua mais recente lucro trimestral, a Viacom anunciou que tinha adquirido Atom Entertainment por U$200 milhões. Em setembro, a Viacom, adquiriu a desenvolvedora de jogos Harmonix por U$ 175 milhões.

### 2007
Em fevereiro de 2007, a Viacom ordenou que o YouTube retirasse videoclipes por razões de direitos autorais. Em 21 de fevereiro, a Viacom anunciou publicamente que estariam oferecendo acesso gratuito online para seu próprio material através da Joost graças a um acordo completo de licenciamento de conteúdo.
Em 21 de maio, a Viacom entrou em uma associação com a empresa indiana de mídia Global Broadcast News para formar Viacom18, que abriga canais da Viacom na Índia - MTV, VH1 e Nick, bem como da Network18, produtora cinematográfica de Bollywood. Todo o conteúdo da Viacom para a Índia e os novos empreendimentos, como um canal de entretenimento hindi e um canal de filmes hindi seriam alojados na joint venture.
Em 31 de maio, a Viacom vendeu Famous Music, catálogo musical que inclui Shakira, Eminem, Akon, Boyz II Men, Placebo e P.O.D., para Sony/ATV Music Publishing por U$ 370 milhões. A Viacom alegou que vendeu Famous Music, pois não enquadra em seu foco, canais a cabo e produção de filmes).
Em 19 de dezembro, a Viacom, assinou por cinco anos, contrato de U$ 500 milhões com a Microsoft que inclui compartilhamento de conteúdo e publicidade, licenças de muitos shows e filmes para uso no Xbox e MSN. O acordo também fez a Viacom um parceiro-editor para desenvolvimento de jogos e distribuição através do MSN e do Windows. Além disso, a Microsoft comprou uma grande quantidade de publicidade nas propriedades da Viacom. Finalmente, a Microsoft também vai colaborar em promoções e patrocínios para premiações da MTV e BET.

### 2008
Em 4 de dezembro, três semanas antes do Natal, a Viacom anunciou demissões de 850 funcionários, 7% de sua força de trabalho.
No final do ano, a Time Warner Cable, juntamente com a Bright House Networks, e a MTV Networks da Viacom não puderam chegar a um acordo para a renovação de todos os canais da Viacom para além do final do ano. A partir de 1 de janeiro de 2009, a Time Warner Cable parou de transmitir o sinal dos canais da Viacom.

### 2009
Em 7 de dezembro, a Viacom vendeu sua participação na MTV Brasil para o Grupo Abril, juntamente com direitos sobre a marca. O valor do negócio não foi anunciado

### 2013
Em julho o Grupo Abril devolve a marca MTV Brasil para a Viacom, que relançou o canal exclusivamente para TV por assinatura no dia 1 de outubro.

### 2017
Em abril, compra 51% do grupo Porta dos Fundos. Os antigos sócios ficam com 49% das ações, exceto a Joá Investimentos, de Luciano Huck, que vendeu a sua parte (16%) a empresa americana.

### 2019
Em 13 de agosto, foi anunciada uma proposta de fusão com a CBS Corporation, criando a ViacomCBS. Em 4 de dezembro, a fusão foi concluída.